# Dunya en Desie in Marokko
Dunya en Desie in Marokko é um filme de drama neerlandês de 2008 dirigido e escrito por Dana Nechushtan. Foi selecionado como representante dos Países Baixos à edição do Oscar 2009, organizada pela Academia de Artes e Ciências Cinematográficas.

## Elenco
- Maryam Hassouni - Dunya El-Beneni
- Eva van de Wijdeven
- Christine van Stralen
- Theo Maassen
- Rachida Iaallala
- Mahjoub Benmoussa
- Iliass Ojja